# 아이 오브 더 비홀더 (1991년 비디오 게임)
아이 오브 더 비홀더(Eye of the Beholder)는 웨스트우드 스튜디오에서 개발한 개인용 컴퓨터 및 비디오 게임 콘솔용 롤플레잉 비디오 게임이다. 1991년 스트래직 시뮬레이션스에서 MS-DOS 운영 체제용으로 배급했으며 나중에 아미가, 세가 CD 및 슈퍼 패미컴(SNES)으로 포팅되었다. 세가 CD 버전에는 고시로 유조와 가와시마 모토히로가 작곡한 사운드 트랙이 포함되어 있다. 아타리 링크스 핸드헬드에 대한 포트는 1993년 NuFX에서 개발되었지만 출시되지 않았다. 2002년에는 프론토 게임스에서 게임보이 어드밴스용으로 같은 이름의 게임을 개발했다.
이 게임에는 역시 1991년에 출시된 아이 오브 더 비홀더 II(Eye of the Beholder II: The Legend of Darkmoon)와 1993년에 출시된 아이 오브 더 비홀더 III(Eye of the Beholder III: Assault on Myth Drannor)라는 두 가지 속편이 있다. 그러나 세 번째 게임은 웨스트우드에서 개발하지 않았다. 1992년 버진 인터랙티브에 인수되어 대신 랜즈 오브 로어(Lands of Lore) 시리즈를 제작했다.

## 줄거리
워터딥 시의 영주들은 도시 지하에서 다가오는 악을 조사하기 위해 모험가 팀을 고용한다. 모험가들은 도시의 하수구로 들어가지만, 시조 관찰자 자나타르에 의해 붕괴되어 입구가 막힌다. 팀은 드워프와 드로우 부족을 거쳐 도시 아래로 더 내려가 최종 대결이 벌어지는 자나타르(Xanathar)의 은신처로 이동한다.
시조의 비홀더가 죽으면 플레이어는 비홀더가 죽고 모험가들이 영웅으로 대우받는 표면으로 돌아왔다는 것을 설명하는 작은 파란색 창을 보게 된다. 결말에는 다른 언급이 없었고 그에 따른 그래픽도 없었다. 이는 나중에 출시된 아미가 버전에서 변경되었으며 애니메이션 엔딩이 포함되었다.